# Antichrist

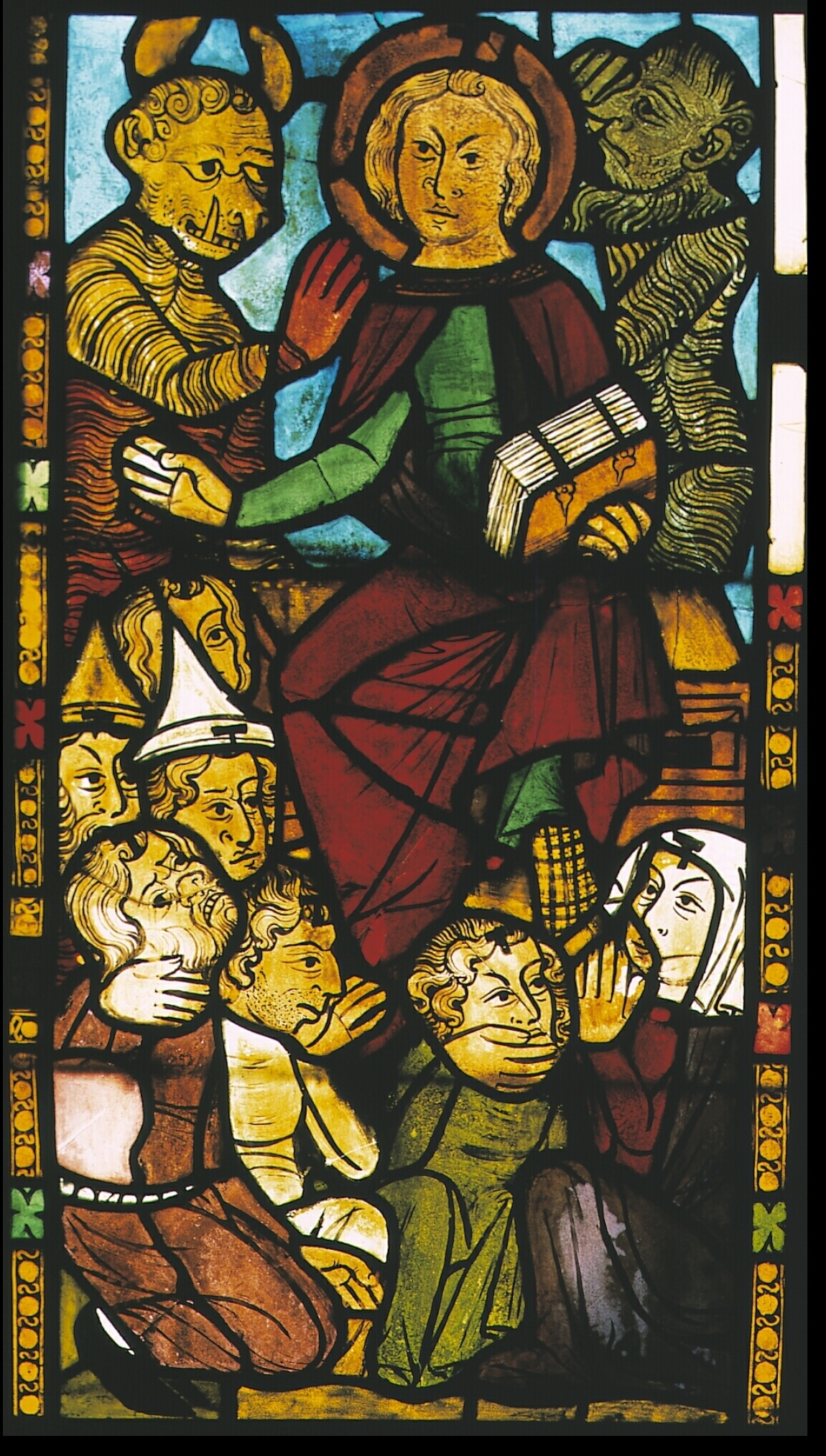
Glasraam in de St. Marienkerk van Frankfurt (Oder), Duitsland

De antichrist is in de christelijke eschatologie een tegenspeler of tegenmacht tegen Jezus Christus in afwachting van zijn wederkomst. Het begrip komt in het Nieuwe Testament voor in 1 Johannes en 2 Johannes. Hierin staat hij niet voor een specifieke persoon, maar beschrijft hij eerder bepaalde tegenstanders van het christendom. In de geschiedenis van het christendom werd de term gebruikt voor en geïnterpreteerd als verwijzing naar veel verschillende contemporaine mensen en machten. Ook de moderne Europese cultuurfilosofie en literatuur hebben zich met dit onderwerp beziggehouden. De antichrist is vergelijkbaar met de joodse Armilus en de islamitische Dajjal.

## Etymologie
Antichrist is een samenvoeging van de Griekse woorden ἀντί + χριστός (anti + Christos). χριστός betekent "gezalfde"; het woord Christus is ervan afgeleid. ἀντί kan "tegen(stander)" betekenen, maar ook "in plaats van".

## De antichrist in het Nieuwe Testament
In het Nieuwe Testament wordt de antichrist enkele keren genoemd in de brieven van Johannes:
Kinderen, het laatste uur is aangebroken. U hebt gehoord dat de antichrist zal komen. Nu al treden er veel antichristen op, en daardoor weten we dat dit het laatste uur is. Ze zijn uit ons midden voortgekomen maar ze hoorden niet bij ons, want als ze werkelijk bij ons hadden gehoord, zouden ze bij ons zijn gebleven. Maar het moest aan het licht komen dat niemand van hen bij ons hoorde. ... Bestaat er een grotere leugenaar dan hij die ontkent dat Jezus de christus is? De antichrist is ieder die de Vader en de Zoon niet erkent. (1 Johannes 2:18,19,22)
Iedere geest die dit niet belijdt, komt niet van God; dat is de geest van de antichrist, waarvan u hebt gehoord dat hij zal komen - nu al is hij in de wereld. (1 Johannes 4:3)
Er zijn veel dwaalleraren in de wereld verschenen die de komst van Jezus Christus als mens niet belijden. Dat nu is de verleider, de antichrist! (2 Johannes 1:7)

## Interpretatie

### Tekstueel kader
Uit de tekst van de brieven van Johannes kunnen drie zaken worden opgemaakt over de antichrist: allereerst geeft de term zelf de relatie met Christus duidelijk weer. Volgens 1 Johannes 2:22 en 4:3 is de antichrist degene die Christus loochent en volgens 2 Johannes 7 hij die niet belijdt dat Christus in het vlees komt. Waarschijnlijk is de term als scheldwoord ontstaan voor deze christologische loochening. Op de tweede plaats wordt door de vermelding "veel antichristen" de mythische figuur van de antichrist gehistoriseerd en ontmythologiseerd. De antichrist in de eindtijd concretiseert zich in levende personen die aanwijsbaar zijn en die hun invloed uitoefenen in de actuele gemeente. Ten derde wordt het optreden van deze mensen niet alleen negatief beoordeeld. Het wordt namelijk ook gezien als een goede zaak, omdat christenen hierdoor weten dat zij in het laatste uur leven.

### Vroege interpretaties

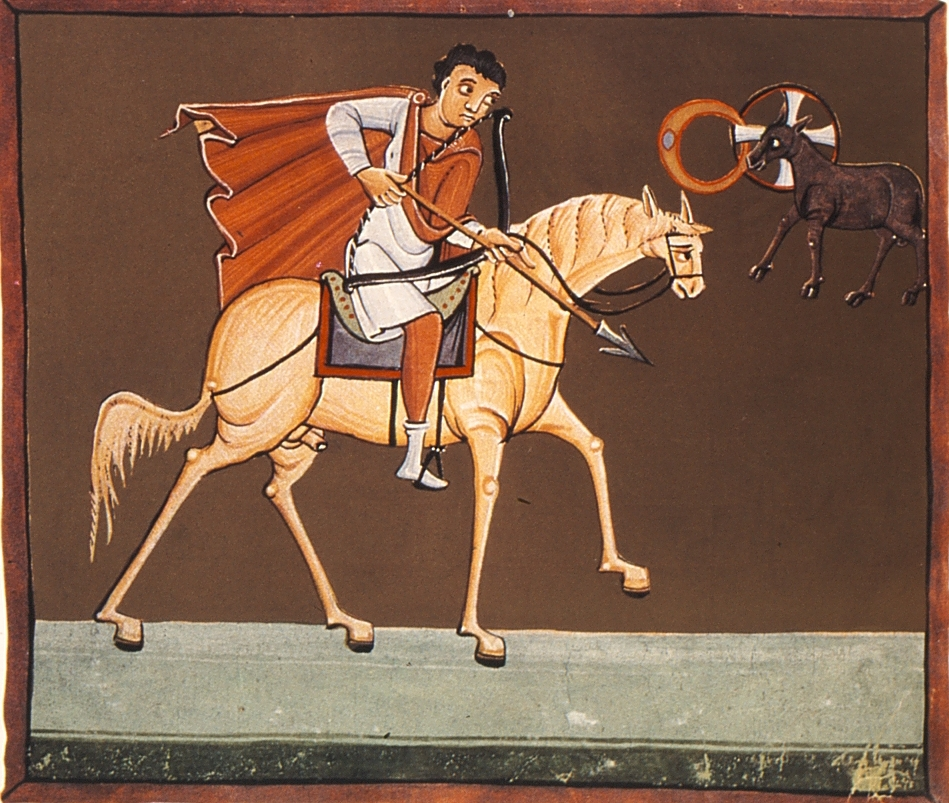
De witte ruiter uit de Bamberger Apocalyps, vervaardigd rond het jaar 1000

Hoewel de aanduiding antichrist alleen in de brieven van Johannes wordt gebruikt, is vanaf het vroege christendom verband gelegd met andere aanduidingen van tegenstanders van God en Jezus. Voorbeelden hiervan zijn de "verwoestende gruwel" (Marcus 13:14), de "wetteloze mens" (2 Tessalonicenzen 2:3-9), de witte ruiter, de eerste van de vier ruiters van de Apocalyps (Openbaring 6:2), "het beest" (Openbaring 11:7; 13:1,11; 19:19), de "draak" (Openbaring 16:13) en de "grote hoer" op het beest (Openbaring 17:1). Dit soort interpretaties wordt nog altijd gehanteerd in polulariserende exegeses.
Meestal werd de antichrist geïnterpreteerd als een persoon die zich tegen Jezus Christus opstelt of die zich in Zijn plaats tracht te stellen als een (valse) Messias. Hierbij werd Jezus' uitspraak als basis gebruikt: "Ik ben gekomen namens mijn Vader, maar u accepteert mij niet, terwijl u iemand die namens zichzelf komt, wel zou accepteren" (Johannes 5:43). De "iemand" die hier werd genoemd, was volgens hen de antichrist.
De antichrist werd volgens de christelijke leer in de eindtijd verwacht, maar zijn invloed is volgens hen reeds merkbaar in personen die antichristen worden genoemd. De antichrist kan dus volgens deze interpretatie een geestelijke invloed, stroming of maatschappelijke toestand zijn. Over de concrete toepassing is in de kerkgeschiedenis vaak gespeculeerd, waarbij verscheidene historische personen als de antichrist werden bestempeld. Voorbeelden zijn Judas Iskariot en de Romeinse keizer Nero. Nero stond bekend om zijn wreedheid, die zich onder andere uitte in de vervolging van de christenen en met toepassing van gematria zou het Getal van het Beest 666 op keizer Nero slaan.

### Latere interpretaties
Volgens een variant van de christelijke leer laat de antichrist zich helemaal leiden door Satan en deze zou door deze persoon trachten de mensheid geheel in zijn macht te krijgen en de gelovigen uit te roeien. De antichrist zou ook een soort geestelijk adviseur hebben, de "valse profeet". Aanvankelijk zou die zich presenteren als degene die alle problemen van de wereld zou komen oplossen en zou hij de absolute macht over de mensheid krijgen. Van wezenlijk belang daarbij in de christelijke leer is dat hij zich zou voordoen als een 'goddelijk' wezen, waarbij hij zich zou bedienen van bovennatuurlijke gaven waarmee hij zal pogen de mensheid te verleiden hem als 'god' te vereren.
Na verloop van tijd zou hij echter steeds meer zijn ware aard laten zien en zou zijn beestachtigheid volledig losbarsten. Hij zou dan de mensheid dwingen óf voor hem te kiezen óf voor God. Diegenen die dan voor hem kiezen zouden dan hem en het beeld dat van hem wordt gemaakt moeten aanbidden en een teken van hem op hun voorhoofd of rechterhand aanvaarden (het Getal van het Beest 666). God zou daarentegen waarschuwen dat diegenen die dat doen tijdens zijn Dag des oordeels veroordeeld zouden worden.
De antichrist zou in de geschiedenis optreden in de eindtijd vanwege de naderende terugkeer van Jezus Christus om zijn Duizendjarig vredesrijk op aarde te vestigen. Op het moment dat de heerschappij van de antichrist tot een climax zou komen, zou Jezus Christus terugkeren naar de aarde. Daarop zouden de antichrist en de valse profeet levend in een vuurpoel geworpen worden (Openbaring 19:20); tevens zou Satan in een diepe afgrond geworpen worden alwaar hij tot aan het einde van het duizendjarige rijk zou moeten verblijven.
Een aantal kerkelijke interpretaties van de antichrist staan tussen de letterlijke en zinnebeeldige duiding. Een letterlijke lezing, die de apocalyps herkent in hedendaagse (politieke) constellaties wordt ook wel chiliasme genoemd. De historisch-kritische benadering beschouwt de persoon van de antichrist als een allegorische figuur. De antichrist wordt nu nog tegengehouden (weerhouden) door de christenen (2 Tessalonicenzen 2:3-9). Dat betekent dat na de opname van de gemeente de antichrist vrij spel heeft.
De Rooms-Katholieke Kerk verwacht aan het einde van de tijd een laatste beproeving, waarbij vele gelovigen afvallig zouden worden. De ergste godsdienstige dwaalleer is volgens de christelijke leer die van de antichrist, omdat de mens zich daarin zelf verheerlijkt in plaats van God te eren. Volgens de katholieke Kerk is het letterlijk lezen van de Apocalyps en op die basis speculeren op en projecteren van messiaanse verwachtingen in de politiek (chiliasme), een "intrinsiek verkeerd" messianisme. Volgens sommige katholieken was de kerkhervormer Maarten Luther de antichrist. Weer anderen zagen in Napoleon Bonaparte en Adolf Hitler de antichrist. Volgens sommige protestanten was de paus de antichrist.

## Films
- De antichrist komt voor in de films van The Omen, waarvan het eerste deel in 2006 opnieuw is gemaakt en The Omen 666 heet. Damien heeft daar de rol van antichrist.
- In de film Donnie Darko uit 2001 wordt Jim Cunningham (Patrick Swayze) beschuldigd als antichrist.
- In de film Antichrist van Lars von Trier uit 2009 komt ondanks de filmtitel de antichrist niet voor.
- In het boek en de gelijknamige film Servants of Twilight wordt de zesjarige Joey door sekteleidster Grace aanzien als Antichrist.
- In de serie American Horror story wordt de antichrist gespeeld door Cody Fern, het personage heet Micheal Langdon.

## Trivia
- Ian Paisley die van 1979 tot 2004 lid was van het Europees Parlement kwam in het nieuws in 1988, toen hij een toespraak van Paus Johannes Paulus II verstoorde, de paus voor antichrist uitmaakte en de zaal werd uitgezet.